# Roger Thun
Roger Thun (4 ottobre 1963) è un ex sciatore alpino norvegese.

## Biografia
Specialista delle prove tecniche, Thun vinse la medaglia d'oro nello slalom gigante e nello slalom speciale ai Campionati norvegesi del 1984; non prese parte a rassegne olimpiche né ottenne piazzamenti in Coppa del Mondo o ai Campionati mondiali.

## Palmarès

### Campionati norvegesi
- 2 medaglie (dati dalla stagione 1983-1984):
  - 2 ori (slalom gigante, slalom speciale nel 1984)[1]